# Obernissa
Obernissa ist ein Dorf südöstlich von Erfurt im Landkreis Weimarer Land und ein Ortsteil von Grammetal.

## Geografie
Obernissa liegt auf einem flachen Höhensattel mit dem Grammetal im Norden und dem Tal des Osterbaches im Süden und Westen. Der Ort liegt etwa 325 m über dem Meeresspiegel mit dem höchsten Punkt südöstlich des Dorfes. Straßenverbindungen führen in westlicher Richtung nach Rohda, das bereits zum Stadtgebiet Erfurts gehört, und im Osten zum Autobahnzubringer A4-GVZ Erfurt. Mit dem Ort Büßleben ist Obernissa über eine Chaussee verbunden.

## Geschichte
Für das Gebiet ist eine Besiedlung ab etwa 4000 v. Chr. durch Vertreter der Bandkeramik-Kultur nachgewiesen. Der erste belegte Besitzer des Gebietes war Graf Heinrich von Gleichen, der es 1296 an die Stadt Erfurt verpfändete. Die früheste bekannte namentliche Erwähnung Obernissas als Obern Nuweseze in einer Verpfändungsurkunde des Grafen Hermann von Gleichen stammt aus dem Jahr 1316. Der Name bedeutet wörtlich „Ober-Neusitz“ (bzw. -„Neusiedlung“) und wurde bis zum Ende des 18. Jahrhunderts über zahlreiche Zwischenstufen zu „Obernissa“ verschliffen. Von 1296 bis 1815 gehörte Obernissa zum Landgebiet der Stadt Erfurt. 1802 kam der Ort mit diesem zu Preußen und zwischen 1807 und 1813 zum französischen Fürstentum Erfurt. Mit dem Wiener Kongress kam Obernissa 1815 mit dem Amt Tonndorf zum Großherzogtum Sachsen-Weimar-Eisenach, zu dessen Verwaltungsbezirk Weimar es ab 1850 gehörte.
Der Waidanbau war vom Mittelalter bis ins 17. Jahrhundert ein bedeutender wirtschaftlicher Faktor. Der Handel mit dem aus dem Waid gewonnenen Farbstoff war eine wichtige Einnahmequelle für die Stadt Erfurt und die umliegende Landwirtschaft. Einer der in Obernissa verwendeten Waidmühlsteine ging 1970 in den Bestand des Erfurter Volkskundemuseums über, wurde aber 1996 rückgeführt und wieder im Dorf aufgestellt.

## Sehenswürdigkeiten

### Kirche
Das Alter der Dorfkirche Simon Petrus ist nicht überliefert. Nach Beschädigungen durch einen Blitzschlag wurde sie 1721 im barocken Stil neu errichtet, der untere Teil des Turmes ist älter. Der Kanzelaltar stammt aus dem Jahre 1724, die Altarbibel von 1797. Im Turm läuten eine 1802 von den Gebrüdern Ulrich (Apolda) und eine 1998 von Petit & Gebrüder Edelbrock (Gescher in Westfalen) gegossene Bronzeglocke. Die Orgel wurde 1899 von Adam Eifert (Stadtilm) als sein op. 102 gebaut. Sie wurde 2014 nach einer Generalsanierung durch die Firma Karl-Heinz Schönefeld (Stadtilm) mit einem Rundfunkgottesdienst wieder geweiht.
Siehe auch: Simon Petrus (Obernissa)

### Bockwindmühle
Die Bockwindmühle befindet sich am Verbindungsweg zwischen Obernissa und Mönchenholzhausen und gehört postalisch zu Obernissa. Sie wurde 1824 erbaut, das Gelände wird heute als Reiterhof genutzt.

### Findling der Eiszeit
Nach Untersuchungen des ehemaligen Heimatforschers und Ehrenbürgers Johannes Richter reichten die südlichsten Ausläufer der sogenannten Elster-Kaltzeit bis nach Obernissa. Hier verläuft die Feuersteinlinie, bis zu der das Eis seine mineralische Fracht ablagerte.

## Persönlichkeiten
- Hilde Purwin (1919–2010), Journalistin